# George Augustus Eliott

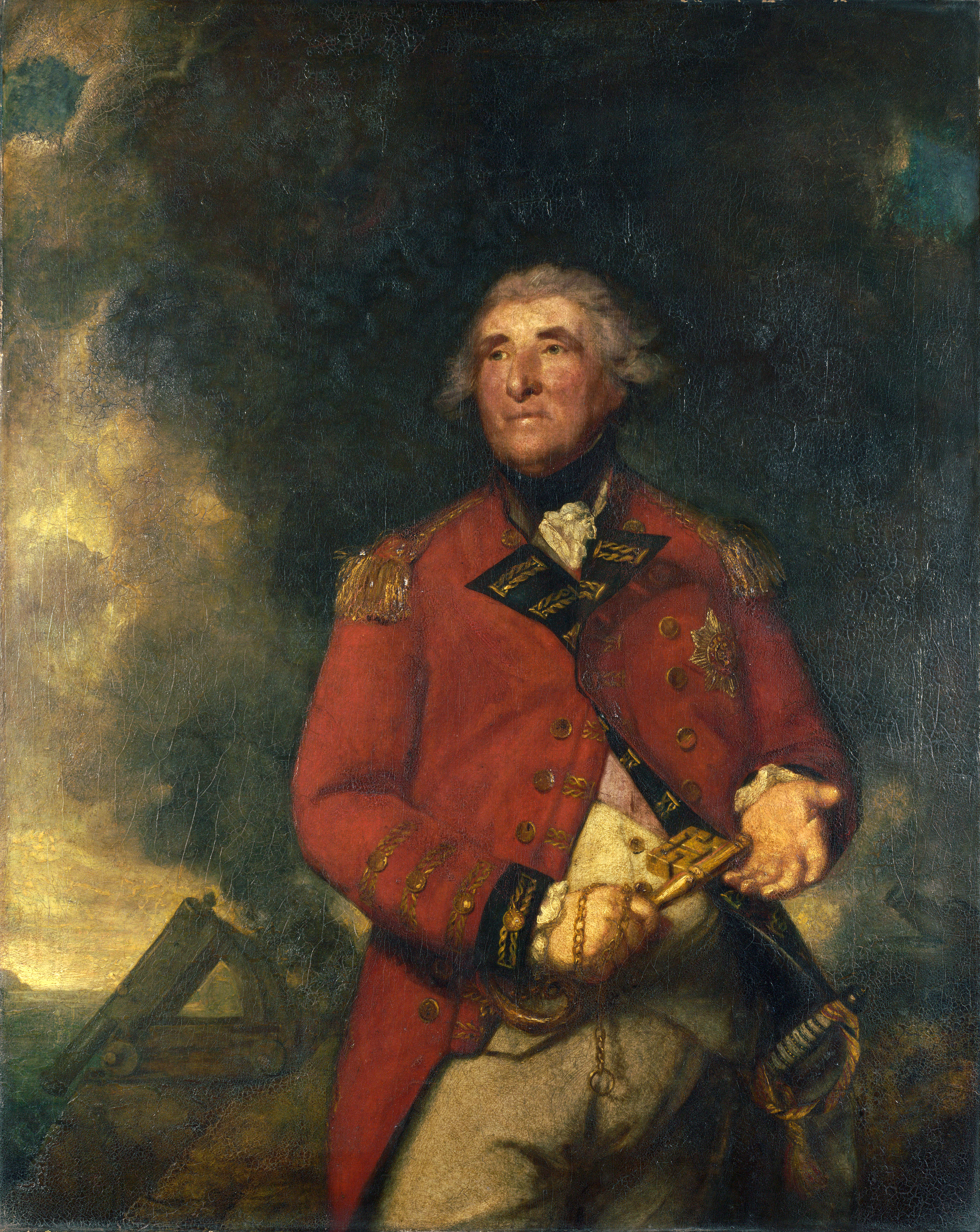
George Augustus Eliott, mal. Joshua Reynolds

George Augustus Eliott (ur. 25 grudnia 1717, zm. 6 lipca 1790) – oficer armii brytyjskiej, który odznaczył się dowodząc obroną podczas wielkiego oblężenia Gibraltaru.

## Młodość
Eliott urodził się w Wells House w pobliżu Stobs Castle w hrabstwie Roxburgh jako dziesiąty syn Gilberta Eliotta, 3. baroneta Stobs, i Eleanory, córki Williama Elliota z Wells. Jego ciotka Charlotte Elliot, siostra Eleanory, wyszła za mąż za Rogera Elliotta, innego gubernatora Gibraltaru.
Studiował na Uniwersytecie w Lejdzie, a następnie w école militaire w La Fère we Francji. W latach 1735–1736 służył w pruskiej armii.
W roku 1741 wstąpił do 2. Pułku Konnych Grenadierów Gwardii, w którym jego wuj, William Elliot z Wells, był wówczas podpułkownikiem i po którym Eliott odziedziczył stopień. W tej jednostce służył w kampaniach wojny o sukcesję austriacką w latach 1742–1748, był ranny podczas bitwy pod Dettingen i uczestniczył w bitwie pod Fontenoy.
8 września 1748 George poślubił Annę Pollexfen Drake (1726–1772), z bocznej linii potomkinię Sir Francisa Drake’a. Mieli dwoje dzieci:
1. Francisa Augustusa (ur. 31 grudnia 1750, zm. 26 stycznia 1813)
2. Annę Pollexfen (ur. 1754, zm. 24 lutego 1835), która wyszła za mąż za Johna Traytona Fullera w roku 1777.

## Wojna siedmioletnia
Eliott w latach 1756–1759 służył jako aide-de-camp króla Jerzego II. 10 marca 1759 został mianowany pułkownikiem 1 Pułku Kawalerii Lekkiej (później przemianowanego na 15 Pułk Dragonów, a następnie 15 Pułk Huzarów) i odznaczył się podczas kampanii w Niemczech, szczególnie zaś w bitwie pod Minden.
W 1759 został wyniesiony na stopień generała-majora i brał udział w ekspedycji na Kubę w roku 1762. Pieniądze, które wziął za zdobycie Hawany, pozwoliły mu na zakup posiadłości Heathfield w Sussex, skąd wziął się później jego szlachecki tytuł.
25 maja 1777 został mianowany gubernatorem Gibraltaru, na którym to stanowisku zastąpił Roberta Boyda, poprzedniego gubernatora.

## Oblężenie Gibraltaru
W lipcu 1779 Gibraltar został oblężony przez wojska hiszpańskie i francuskie. W sierpniu stało się jasne, że Hiszpanie chcą wziąć twierdzę głodem. Oblężenie trwało w konsekwencji od roku 1779 do 1783. Warty odnotowania jest bardzo lapidarny list George’a do żony z 21 września 1779 roku, w którym donosił: „Nic nowego, G.A.E.” (ang. Nothing new, G.A.E.).
13 września 1782 Francuzi i przypuścili szturm generalny, w którym brało udział 70 000 ludzi, 50 jednostek pływających i 600 dział. Mimo ogromnej presji załoga utrzymała się na pozycjach i w roku 1783 oblężenie zostało zdjęte. 8 stycznia 1783 parlament brytyjski przesłał George’owi Eliottowi oficjalne podziękowania, a wkrótce został on kawalerem Orderu Łaźni.

## Ostatnie lata
Elliot wrócił do Anglii w roku 1787. Otrzymał tam 6 lipca tytuł szlachecki barona Heathfield z przydomkiem „Gibraltarski”.
W roku 1790 George ruszył drogą lądową do Gibraltaru, którego wciąż był gubernatorem, jednak w Niemczech zachorował i zatrzymał się w Akwizgranie by poddać się kuracji. Zmarł 6 lipca w domu przy Talbotstrasse w Akwizgranie, na udar mózgu (rzekomo z powodu wypicia zbyt dużej ilości wody mineralnej) i został pochowany w na miejscowym cmentarzu. Jeszcze w tym samym roku jego ciało zostało ekshumowane i przeniesione do Heathfield w East Sussex. Po kolejnych kilku latach szczątki Eliotta zostały ponownie wydobyte z grobu i ostatecznie złożone w kościele św. Andrzeja we wsi Buckland Monachorum w hrabstwie Devon.